# Aphytis unaspidis
Aphytis unaspidis is een vliesvleugelig insect uit de familie Aphelinidae. De wetenschappelijke naam is voor het eerst geldig gepubliceerd in 1991 door Rose & Rosen.